# باب بکینگ
باب بکینگ (Bob Becking) (زاده ۲۵ مه ۱۹۵۱ با نام برنهارد انگلبرت یان هندریک بکینگ در خلدروپ-میرلو ) الهی‌دان، پژوهشگر و استاد دانشگاه هلندی عهد عتیق است.

## زندگی
بکینگ دوران تحصیل خود را در آیندهوون گذراند. از سال ۱۹۷۳ تا ۱۹۷۸ در دانشگاه اوترخت در رشته الهیات پروتستان و زبان‌های سامی تحصیل کرد. او آزمون دکتری الهیات (MSc) را در سال ۱۹۷۷ با گرایش عهد عتیق و موضوعات فرعی در تاریخ کلیسا، اخلاق و مطالعات سامی به پایان رساند. او پس از اتمام امتحانات کلیسایی خود در سال ۱۹۷۸، از سال ۱۹۷۸ تا ۱۹۷۹ در آمستردام دستیار نیابت بود. سپس در واترلند به کشیشی مشغول شد و در سال ۱۹۸۵ دکترای خود را از دانشگاه اوترخت دریافت کرد. در این مدت او به عنوان دستیار تدریس برای زبان عبری و اکدی در دانشکده الهیات از سال ۱۹۷۳ تا ۱۹۷۸ کار کرد. از سال ۱۹۸۷ تا ۱۹۹۱ او مدرس مطالعات عهد عتیق در دانشگاه اوترخت و از سال ۱۹۹۱ تا ۲۰۰۸ استاد تمام مطالعات عهد عتیق در دانشگاه اوترخت بود. از سال ۲۰۰۸ او استاد پژوهشگر ارشد کتاب مقدس، دین و هویت بوده‌است.